# Zakłady Porcelany Stołowej „Lubiana”

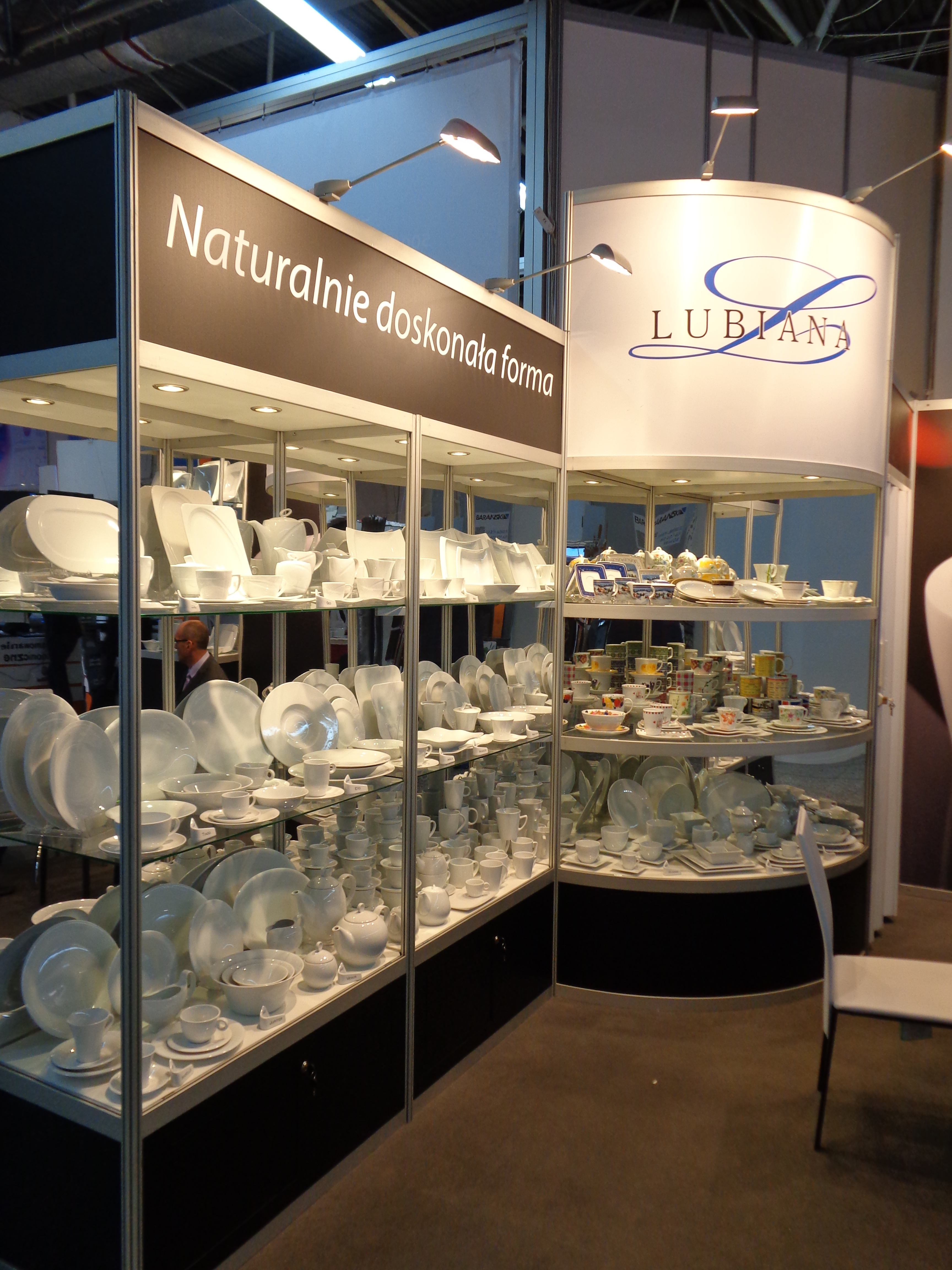
Wyroby zakładów prezentowane podczas targów Horeca (Kraków 2013)

Zakłady Porcelany Stołowej „Lubiana” – przedsiębiorstwo w Łubianie koło Kościerzyny. Zakłady zostały zbudowane w latach 1966–1969 (produkcja została uruchomiona 1 września 1969 roku). W roku 1973 firma została włączona do Zjednoczonych Zakładów Ceramiki Stołowej „Cerpol” w Wałbrzychu. W połowie roku 1981 firma odzyskała samodzielność jako przedsiębiorstwo państwowe. W wyniku przekształceń z początku lat 90. XX wieku stała się spółką akcyjną. Obecnym właścicielem większościowym w firmie są Zakłady Przemysłu Jedwabniczego Wistil z Kalisza. Specjalizacją zakładów jest produkcja porcelany hotelowej przeznaczonej głównie na eksport (ponad 80% produkcji) do USA, Niemiec, Belgii, Francji i do Włoch.
Zakłady w Łubianie zaopatrują m.in. sieć hotelową Accor i inne hotele w Polsce, np. Hotel Marriott, Radisson Blu, Sheraton.
Do asortymentu produkcji należy również porcelana domowa i tzw. „galanteria porcelanowa” charakteryzująca się elementami wzornictwa lokalnego haftu kaszubskiego.
Firma zatrudnia ogółem ponad 1400 osób i produkuje rocznie około 13000 ton porcelany.

## Galeria

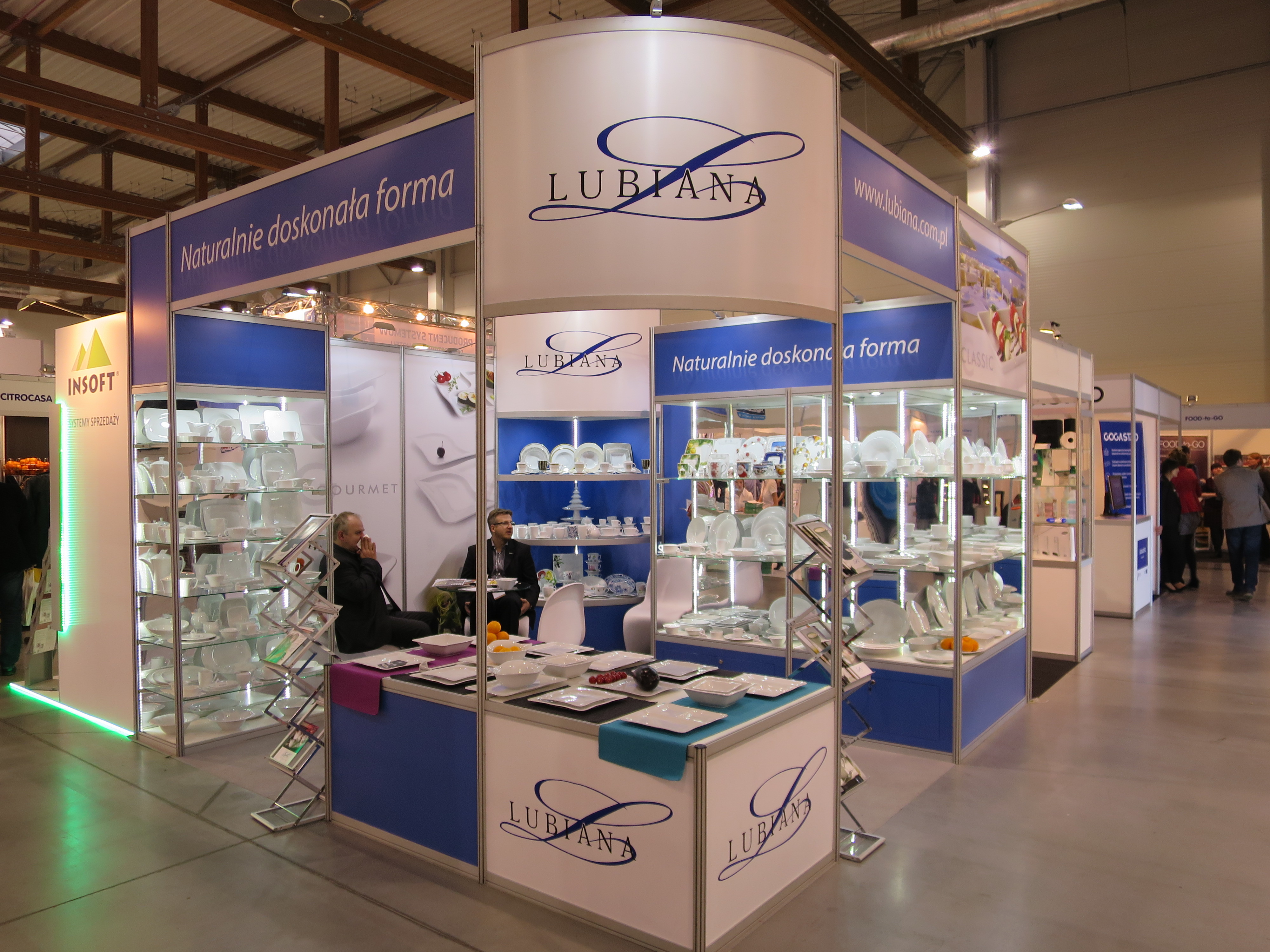
Ekspozycja targowa HORECA Kraków 2015
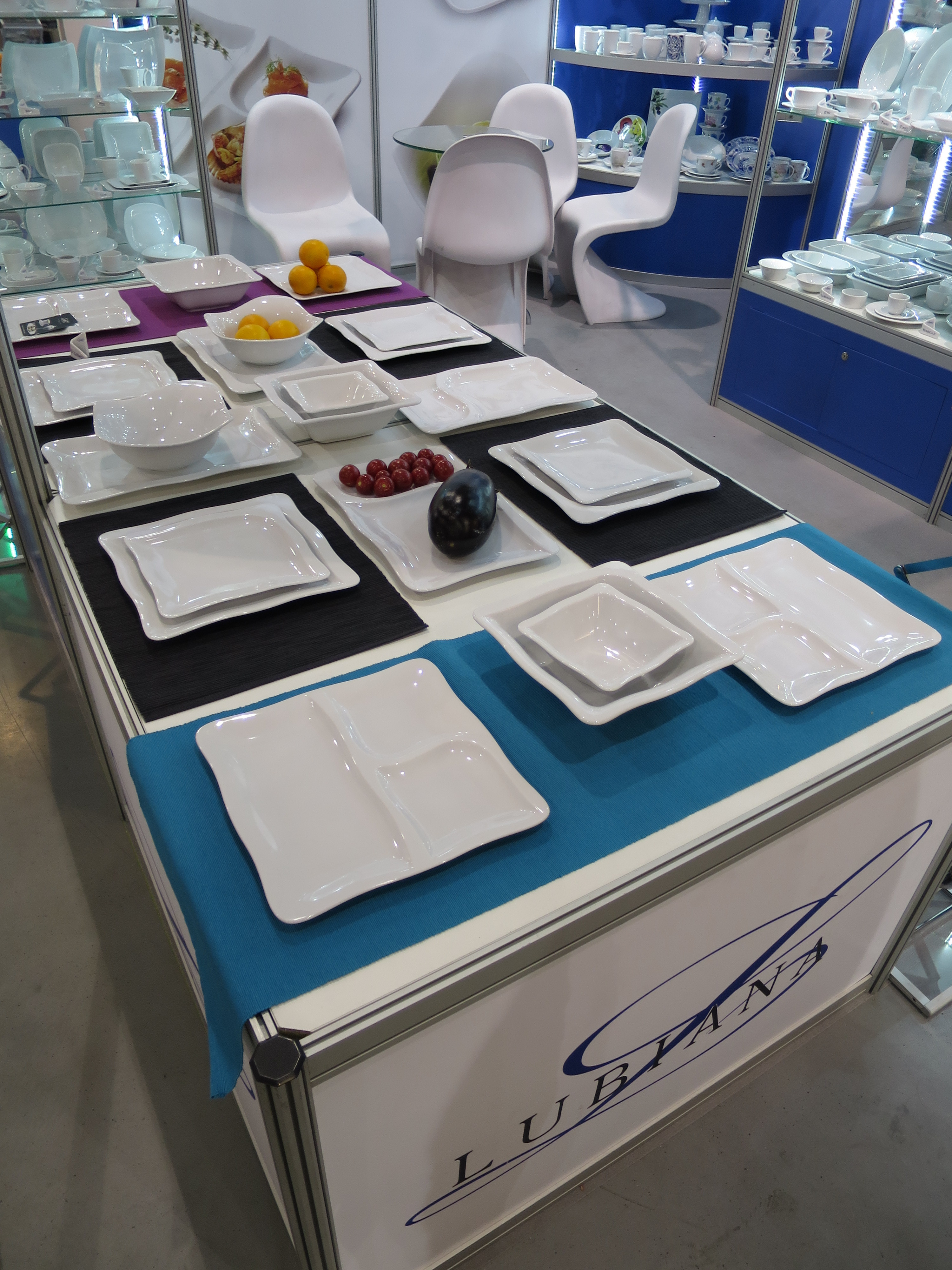
Ekspozycja targowa HORECA Kraków 2015
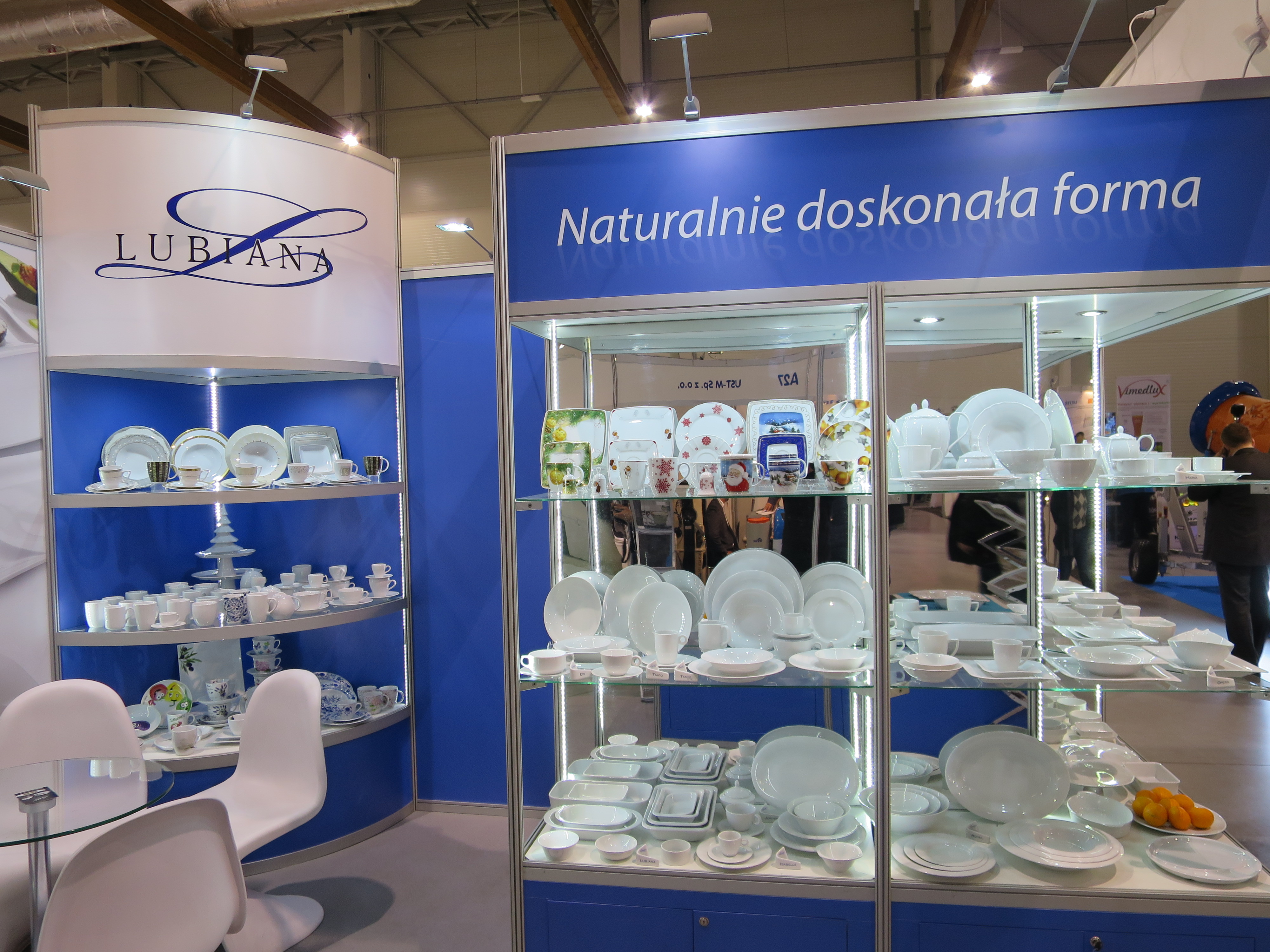
Ekspozycja targowa HORECA Kraków 2015